# 23 (RYTHEMのアルバム)
『23』（トゥエンティスリー）は、日本の音楽デュオ・RYTHEMが2008年10月1日にソニー・ミュージックアソシエイテッドレコーズから発売した3枚目のオリジナルアルバム。

## 内容
前作『夢現ファクトリー』から約2年5ヶ月ぶりのオリジナルアルバム。
タイトルは「23歳の2人が作り上げた3枚目のアルバム」という意味が込められている。2007年に発売されたシングル「桜唄」「蛍火」「WINNER」は未収録だが、「蛍火」のカップリング曲「夏メロ」は収録されている。
初回生産限定盤と通常盤の2形態で発売された。初回生産限定盤には特典として
「Bitter & Sweet」「首すじライン」「Love Call」のミュージック・ビデオと、同年7月22日にラゾーナ川崎プラザ・ルーファ広場グランドステージにて開催されたインストアイベント『ありがとう! 1万人感謝祭』のダイジェスト映像、今作のレコーディング映像を収録したDVDが同梱された。また、YUIとYUKAのソロジャケットいずれかが封入された。

## 収録曲
1. 東京メトロガール [4:02]
作詞・作曲：新津由衣
編曲：TAICHI MASTER
2. Love Call (RHYTHEM with キマグレン) [5:19]
作詞：新津由衣、KUREI
作曲：新津由衣、ISEKI
編曲：TAICHI MASTER
両A面による15thシングルの表題1曲目。
3. 猫背-original- [5:35]
作詞・作曲：新津由衣
編曲：山本隆二
14thシングルのカップリング曲の原型。
4. 首すじライン [4:55]
作詞・作曲：新津由衣
編曲：河野伸
14thシングルの表題曲。
5. 夏メロ [4:56]
作詞・作曲：加藤有加利
編曲：益田TOSH
12thシングルのカップリング曲。
6. アイシカタ [4:51]
作詞・作曲：新津由衣
編曲：河野伸
14thシングルのカップリング曲。
7. SMILE [4:40]
作詞・作曲：加藤有加利
編曲：河野伸
8. Joyful [4:01]
作詞・作曲・編曲：新津由衣
デモテープはヤマハ・STAGEAを使用し10分で制作され、YUIはエレクトリックギター、YUKAはエレクトリックオルガンを演奏している。また、YUIの妹である♪NoEが参加している。
9. Like a Friend [3:36]
作詞・作曲：新津由衣
編曲：山本隆二
10. Bitter & Sweet [5:01]
作詞・作曲：加藤有加利
編曲：益田TOSH
1st配信限定シングルの表題曲。
11. あかりのありか [4:04]
作詞・作曲：RYTHEM
編曲：河野伸
両A面による15thシングルの表題2曲目。
12. 〜interlude〜 [0:33]
初のインタールード。
13. Banana moon [4:17]
作詞・作曲：新津由衣
編曲：山本隆二
14. Love Call (DAISHI DANCE REMIX) [5:59]
作詞：新津由衣、KUREI
作曲：新津由衣、ISEKI
リミックス：DAISHI DANCE
両A面による15thシングルの表題1曲目のリミックスバージョン。

## 参加ミュージシャン
RYTHEM
- RYTHEM：Additional Programming (#5)
- YUI：Vocal (全曲)、Electric Guitar & Tambourine (#8)
- YUKA：Vocal (全曲)、Electric Organ & Tambourine (#8)

Additional Musician
- キマグレン
  - KUREI：Vocal (#2)
  - ISEKI：Vocal & Acoustic Guitar (#2)
- TAICHI MASTER：Programming (#1,2)
- 益田TOSH：Programming (#5,10)、Electric Sitar (#10)
- 山本隆二：Fender Rhodes (#3)、Acoustic Piano (#8,9,12)、Programming (#3,9,12)
- 河野伸：Acoustic Piano (#4,6,11)、Fender Rhodes (#7)、Programming (#4,6,7,11)
- DAISHI DANCE：Additional Production & Remix (#13)
- 守屋友晴：Programming (#13)
- 三上吉直：Keyboard (#1)、Moog Bass (#1,2)
- Philip Woo：Keyboards (#5,10)、Fender Rhodes (#10)、Programming (#5)
- 竹内朋康：Guitars (#2)
- 石成正人：Guitars (#4,6,7,11)、Acoustic Guitar (#1)
- 山本タカシ：Acoustic Guitar (#3,9)
- 石井マサユキ：Guitars (#10)、Gut Guitar (#5)
- 種子田健：Bass (#3,6,7,9,10,11)
- 沖山優司：Bass (#8)
- 青山純：Drums (#3,4,6,7,8,9,10,11)、Cowbell (#8)、Additional Drums (#12)
- 弦一徹ストリングス：Strings (#4,11)
- 竹野昌邦：Tenor Saxophone (#7,11)
- 武嶋聡：Tenor Saxophone (#9)
- 後関好宏：Baritone Saxophone (#9)
- 西村浩二：Frugelhorn (#7)
- 山縣賢太郎：Trumpet (#9)
- 西村浩二：Trumpet (#11)
- 菅坡雅彦：Trumpet (#11)
- 村田陽一：Trombone (#7,11)
- 榎本裕介：Trombone (#9)
- DJ YUKA：Scratch (#7)
- ♪NoE：Guest Vocal (#8)
- 12 monkeys：Hand Claps (#5,7)
- Knee Sox：Hand Claps (#8)

## タイアップ
- 日本テレビ系列朝の情報番組『スッキリ!!』2008年7月度エンディングテーマ (#2)
- 日本テレビ系『幸せの食卓』テーマソング (#3)
- 日活配給系映画『奈緒子』挿入歌 (#4)
- 日本旅行『赤い風船 卒業旅行』キャンペーンソング (#6)
- フジテレビ系列トークバラエティ番組『グータンヌーボ』2008年10月・11月度エンディングテーマ (#9)
- テレビ東京系列ドラマ24『秘書のカガミ』エンディングテーマ (#11)